# Abraham Zapruder

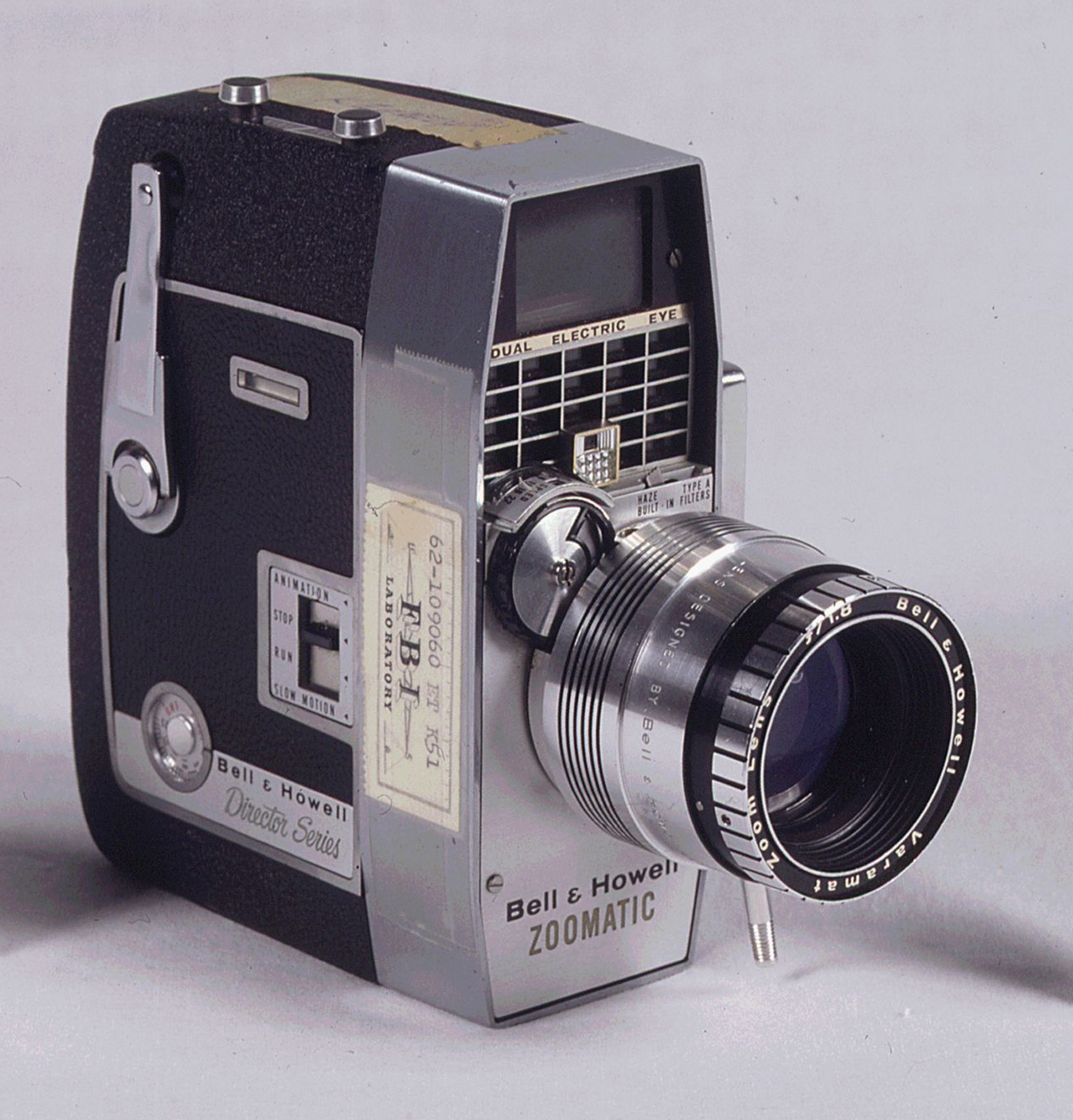
Kamera Abrahama Zaprudera

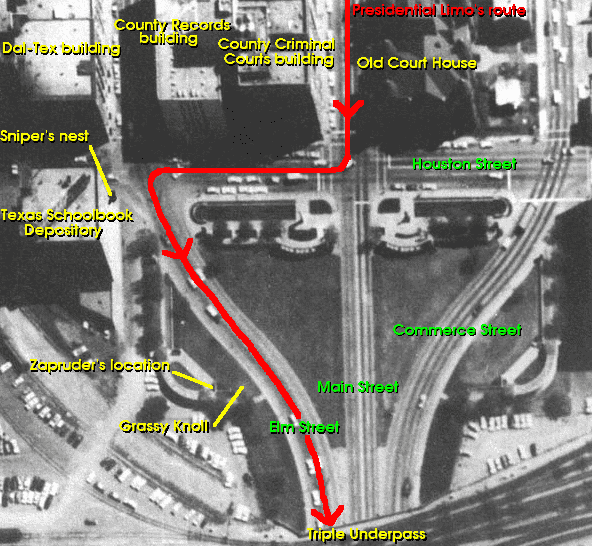
Mapa miejsca zamachu na Kennedy’ego z raportu komisji Warrena z zaznaczonym miejscem gdzie stał Abraham Zapruder

Abraham Zapruder (ur. 15 maja 1905 w Kowlu, zm. 30 sierpnia 1970 w Dallas) – amerykański przedsiębiorca, autor krótkiego amatorskiego filmu dokumentującego zamach na prezydenta Johna F. Kennedy’ego.

## Życiorys
Urodził się 15 maja 1905 w biednej żydowsko-rosyjskiej rodzinie w Kowlu na obszarze ówczesnego Imperium Rosyjskiego. W latach dwudziestych podczas rosyjskiej wojny domowej razem z rodziną wyemigrował do Nowego Jorku w Stanach Zjednoczonych. Tam zdobył wykształcenie i uczył się krawieckiego fachu. Ożenił się w 1933 z Lillian Shapovnick, z którą miał dwoje dzieci.
W 1941 przeprowadził się do Dallas w Teksasie i założył firmę Jeniffer Juniors Inc.

### 22 listopada 1963
Był wielbicielem prezydenta Johna F. Kennedy’ego i popierał Partię Demokratyczną. W piątek 22 listopada 1963 wyszedł z biura, by obejrzeć przejazd prezydenckiej kawalkady. Za namową swojej sekretarki Marilyn Sitzman, Zapruder przywiózł ze sobą kamerę Bell & Howell 8 mm, w celu sfilmowania tego wydarzenia. O 12:15 wyszedł na Dealey Plaza i zaczął szukać odpowiedniego miejsca do filmowania. Znalazł je na kilkudziesięciocentymetrowym, betonowym cokole, który stał w parku. Wszedł na niego ze swoją sekretarką, która miała go podtrzymywać gdyby zakręciło mu się w głowie.
Kiedy limuzyna wioząca prezydenta, jego żonę Jacqueline, gubernatora Teksasu Johna Connally’ego i jego żonę Nellie skręciła w ulicę Elm, w powietrzu rozległy się trzy strzały oddane w kierunku prezydenta Kennedy’ego, ostatni z nich był śmiertelny i trafił go w głowę.
Będąc jednym z niewielu, którzy uchwycili cały zamach od początku do końca, zszedł z cokołu wołając „zabili go!” i udał się w stronę biura. Gdy dotarł tam, zamknął kamerę w małym sejfie i kazał wezwać recepcjonistce policję. Niebawem przyszedł do niego reporter Harry McCormick prosząc o przekazanie kopii gazecie The Dallas Morning News. Zaoferował mu 1000 dolarów. Zapruder zgodził się sprzedać jedną z trzech kopii, które sporządził Kodak. Półtorej godziny później wystąpił w lokalnej telewizji WFAA.
Biuro Zaprudera mieściło się w Dal-Tex Building – dokładnie naprzeciwko Texas School Book Depository, z którego strzelał domniemany zabójca prezydenta Kennedy’ego, Lee Harvey Oswald.

### Po zamachu
Oddał kamerę do archiwum Bell & Howell i sprzedał jedyną kopię magazynowi Life, za którą otrzymał 150 tysięcy dolarów.
Zmarł na raka 30 sierpnia 1970. Historię jego życia opowiada film biograficzny Frame 313.